# First Kill
First Kill è un film del 2017 diretto da Steven C. Miller.

## Trama
William Beeman detto "Will", un broker di Wall Street, per riallacciare il legame con suo figlio Danny decide di portare la famiglia al paese d'origine per intraprendere una battuta di caccia. 
Arrivato lì, la famiglia è testimone di un omicidio e il padre viene costretto a stare agli ordini di un criminale che tiene in ostaggio suo figlio. Il padre, aiutato dal suo vecchio amico poliziotto Howell, decide di agire salvando il ragazzino. La situazione però si trasformerà e diverrà maggiormente complicata quando verrà sequestrata anche la moglie.